# 성인들의 마리아론

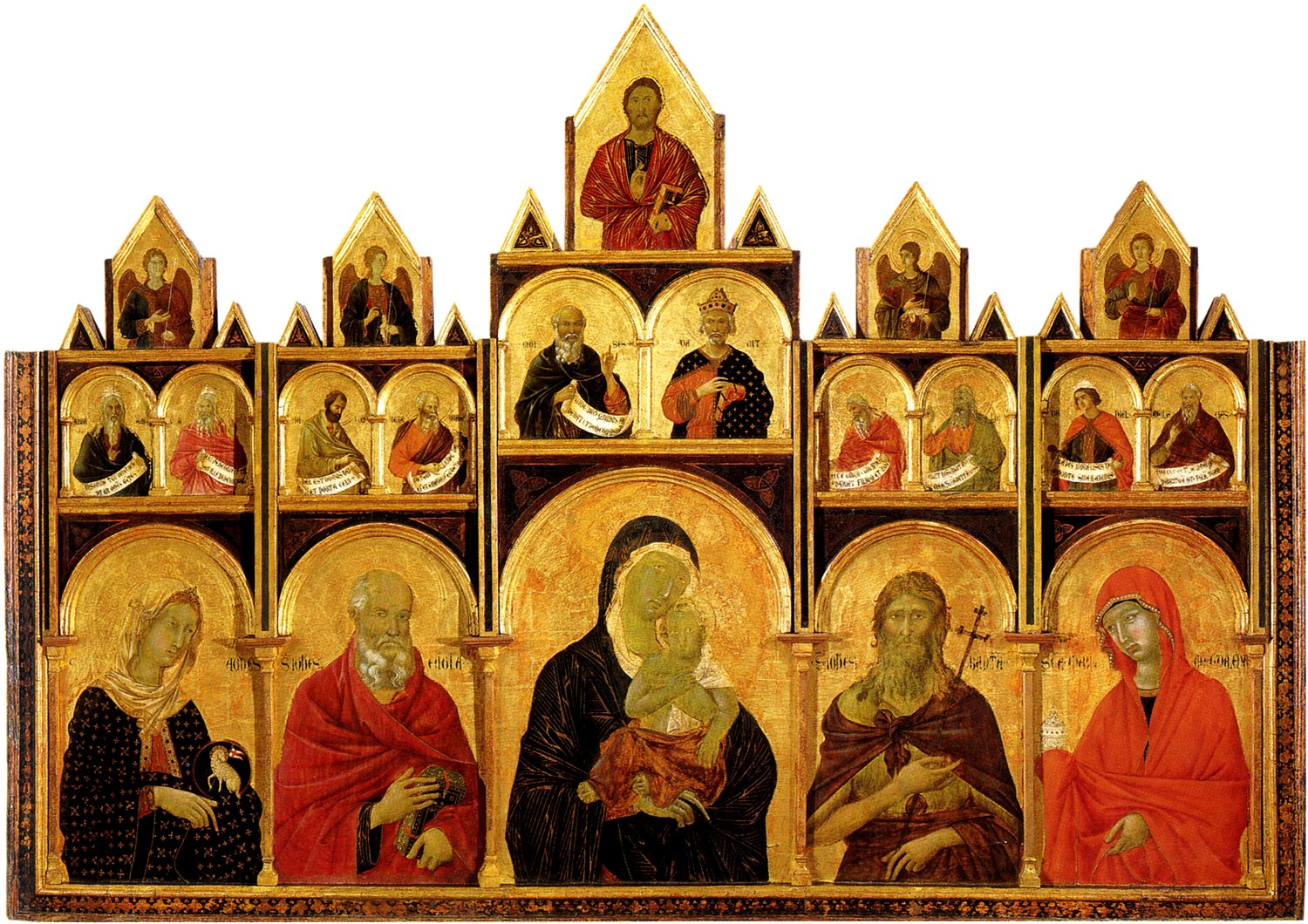
14세기 두치오 성인의 마돈나와 아이

역사를 통틀어 로마 가톨릭 교회의 마리아론은 하느님의 구원 계획에서 마리아의 중심적 역할을 증명해 온 많은 성도들의 영향을 받았다. 초기 교회 교부들의 분석은 현대 백과사전에도 계속 반영되고 있다. 이레네오는 테오토코스 또는 하느의 어머니라는 칭호를 힘차게 옹호했다. 안토니오 디 파도바, 로베르토 벨라르미노 등의 견해는 1850년 교의라고 선언된 성모 마리아의 원죄없는 잉태 교리를 뒷받침했다.
성인들의 글은 대중적인 경건함과 구원의 역사에서 마리아의 역할에 대한 이해를 높이는 데 기여했다.

## 초기 성인

### 리옹의 이레네우스
기독교 전통에서 마리아의 가장 초기 모습 중 하나는 "새로운 이브"이다. 리옹의 이레네오(서기 140–202)는 아마도 교회 아버지들 중에서 가장 일찍 철저한 마리화학을 발전시킨 사람일 것이다. 젊었을 때 그는 폴리카르포스와 사도들과 직접 접촉한 다른 기독교인들을 만났었다. 로마인들에게 보낸 편지 5장에 이어 그의 분석은 대본과 기독교 둘 다다. 그리스도를 "새 아담"으로 내세우는 것. 이레네오는 순교자 유스틴(100–165)을 생각하면서 확장하고, 소위 그노시스를 알아채고 타도하는 것에 대하여(Against Heresis)와 시스타티오 사도전서(Proofatio Adopolicae Praeducationis)에서 이브와 마리아의 구별을 보여준다.
이레네오에 따르면 성모 마리아에게서 태어난 그리스도는 완전히 새로운 역사적 상황을 만들었다. 이러한 견해는 밀라노의 암브로시우스와 테르툴리아누스의 어머니에 대한 처녀적 개념에 대해 쓴 글에 영향을 미쳤다. 교황 비오 9세는 1854년 사도교 헌법인 이네파빌리스 데우스에서 이레네오의 주제를 언급하였는데, 이 주제는 원죄없는 잉태 개념의 교의를 정의하였다.